# アバルト・500
アバルト・500(ABARTH 500) は、イタリアの自動車メーカー、フィアットがアバルトブランドで販売しているホットハッチである。
本項では以下のモデルについて統括して記述する。
- アバルト・500 (ABARTH 500)
- アバルト・500C (ABARTH 500C)
- アバルト・595 (ABARTH 595)
- アバルト・595C (ABARTH 595C)
- アバルト・695 (ABARTH 695)
- アバルト・695C (ABARTH 695C)

## 概要
3代目フィアット・500をベースにアバルトがチューニングを施したモデルで、2008年のジュネーヴ・モーターショーで初公開された。
フィアット・500との差異としては、外装では大型のエアインテークを設けた専用バンパー、オーバーフェンダー、サイドスカート、ルーフスポイラーなど、内装ではシート、アルミペダル、フラットボトム形状のステアリング・ホイールなどがアバルト専用品となる。
エンジンは排気量1,368 ccの直列4気筒DOHCターボを搭載する。トランスミッションは5速MTと5速セミAT（アバルト・コンペティツィオーネ）が組み合わせられる。
一部モデルに標準で装備され、オプションとしても設定される可変式エキゾーストシステム「レコードモンツァ」は、4本あるテールパイプ開口部のうち、外側の2本はサイレンサーを介さないストレートパイプ（直管）になっている。通常時は内側の2本にのみ排気が流入するが、3,000回転以上の高負荷状態になるとバルブが作動し、外側の2本にも排気が流入する構造である。
その他のオプションとしては、サベルトと共同開発されたスポーツシート「アバルトコルサシート by Sabelt」（一部モデルでは標準装備）、過去のアバルトのモデルから継承されたサイドストライプおよびルーフデカール（チェッカーモチーフ）などがある。

### バリエーション
2010年、オープントップモデルのフィアット・500Cをベースとしたアバルト・500C(ABARTH 500C) が発表された。また、アバルト・695および アバルト・695C(ABARTH 695 / 695C) を名乗る限定車が同年から複数設定されていたが、2023年にはカタログモデルとして設定されている。
2013年には上級仕様のアバルト・595および アバルト・595C(ABARTH 595 / 595C) が発表され、2017年のマイナーチェンジで全カタログモデルの名称が「595」に統一された。

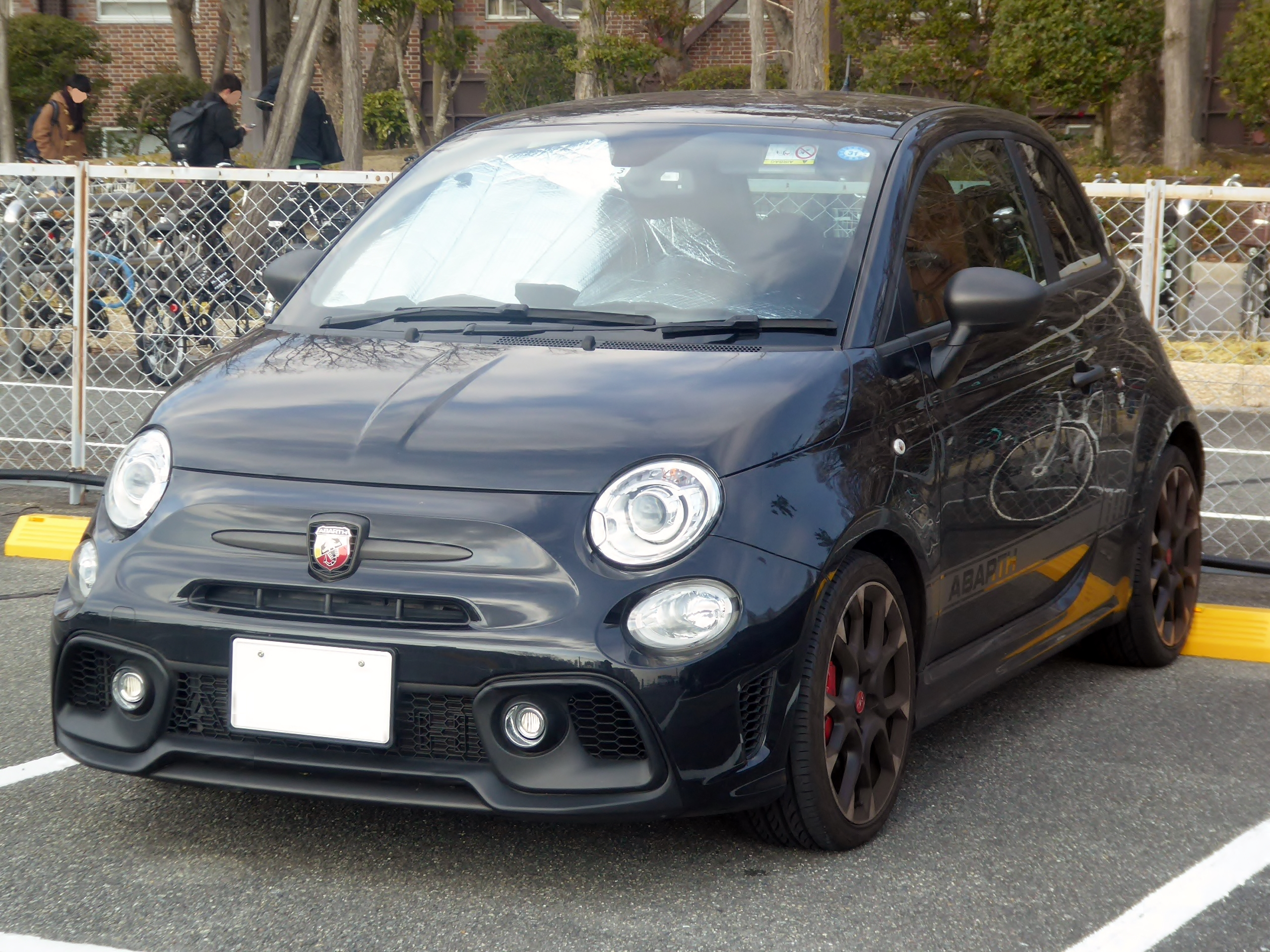
595コンペティツィオーネ（後期型）フロント
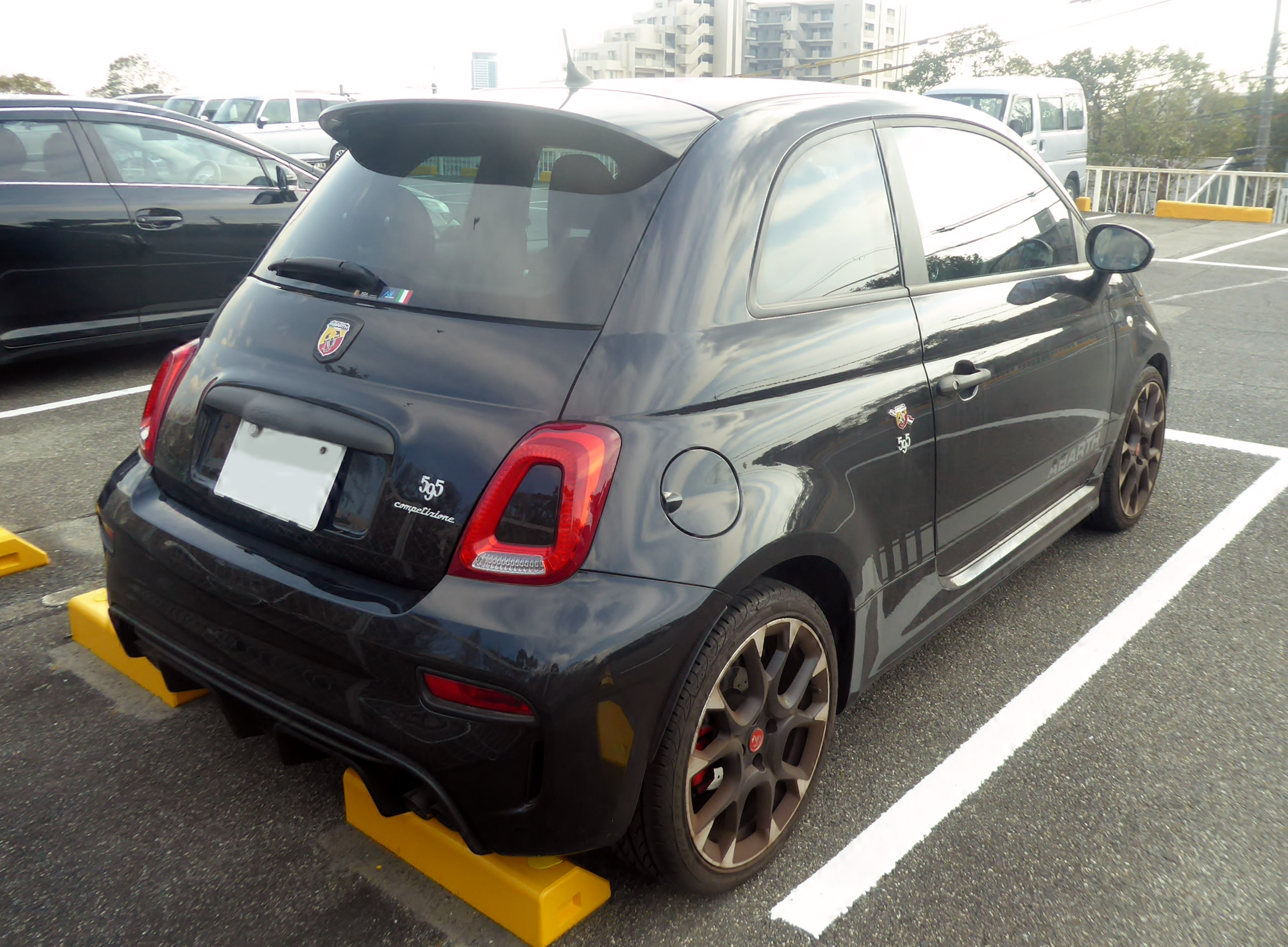
595コンペティツィオーネ（後期型）リア
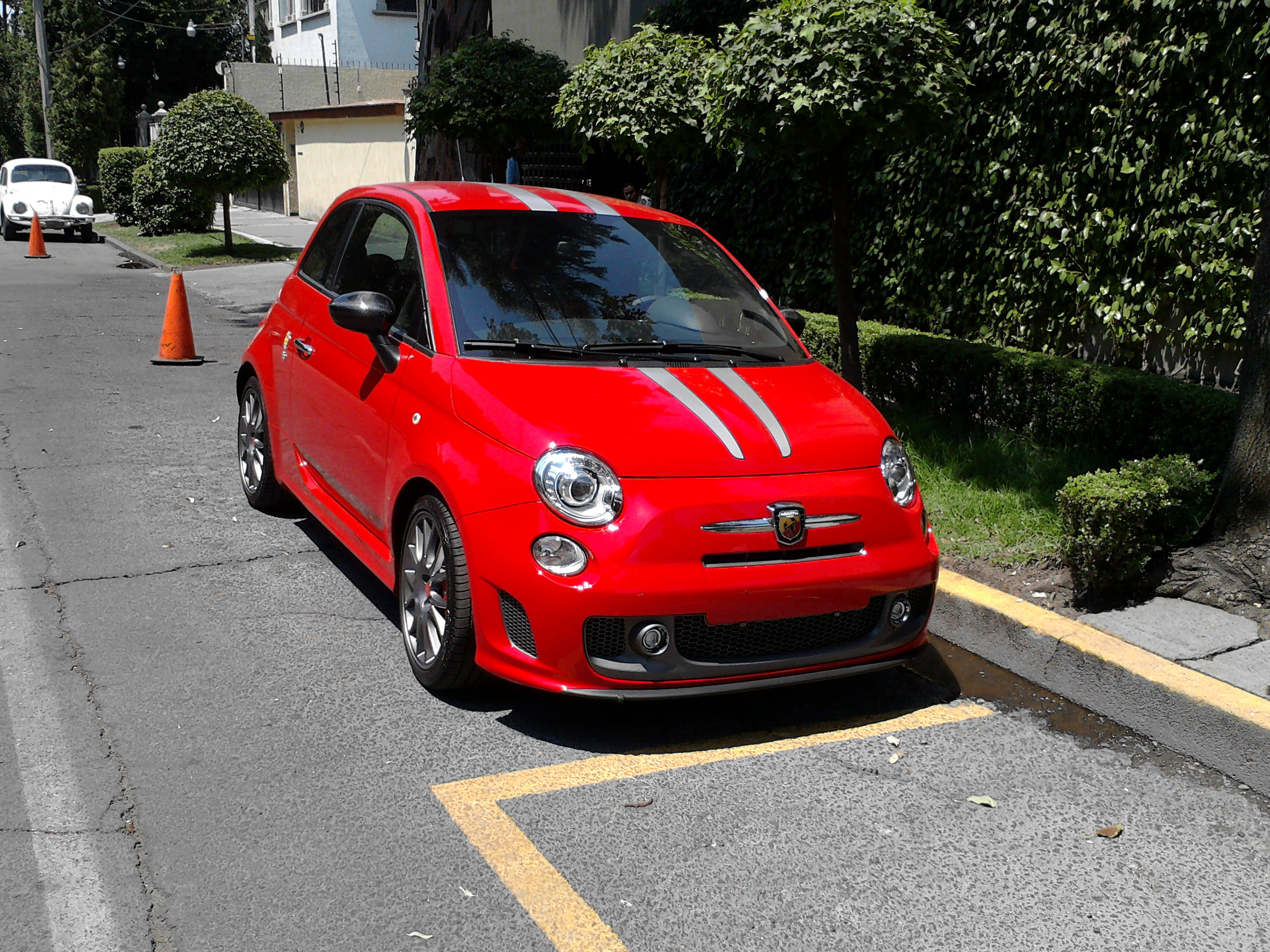
695トリブートフェラーリ
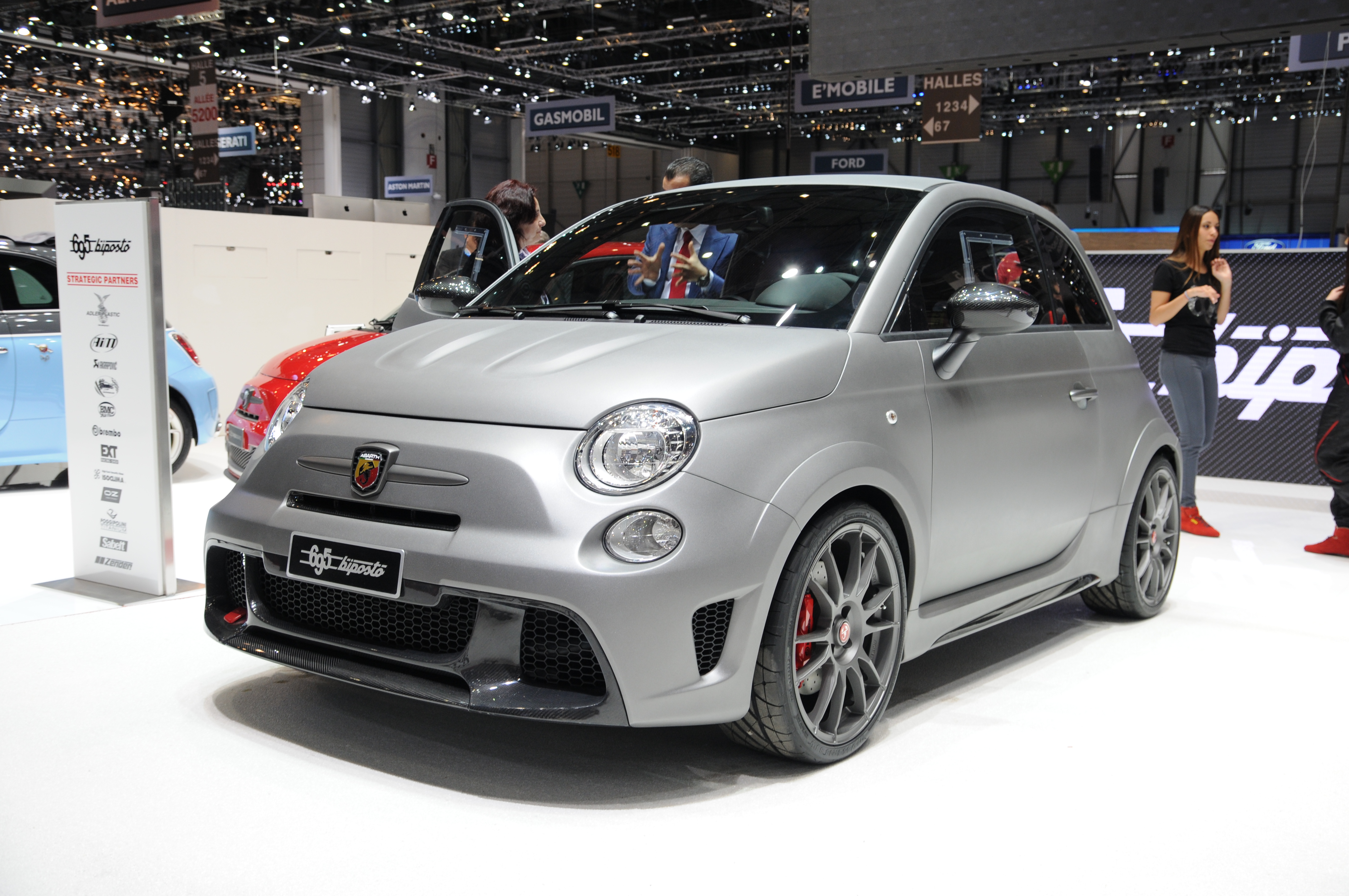
695ビポスト
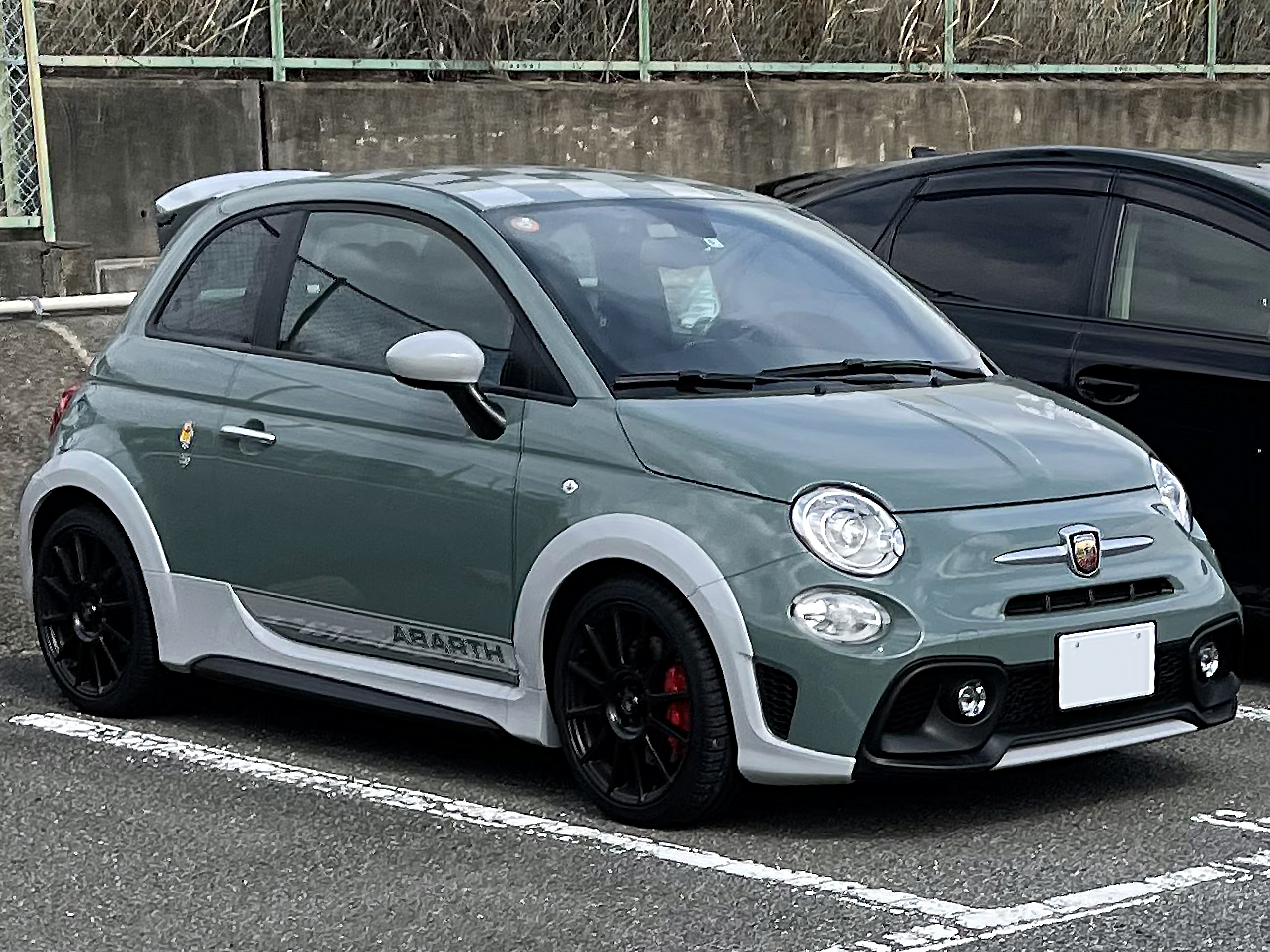
695セッタンタアニヴェルサーリオ
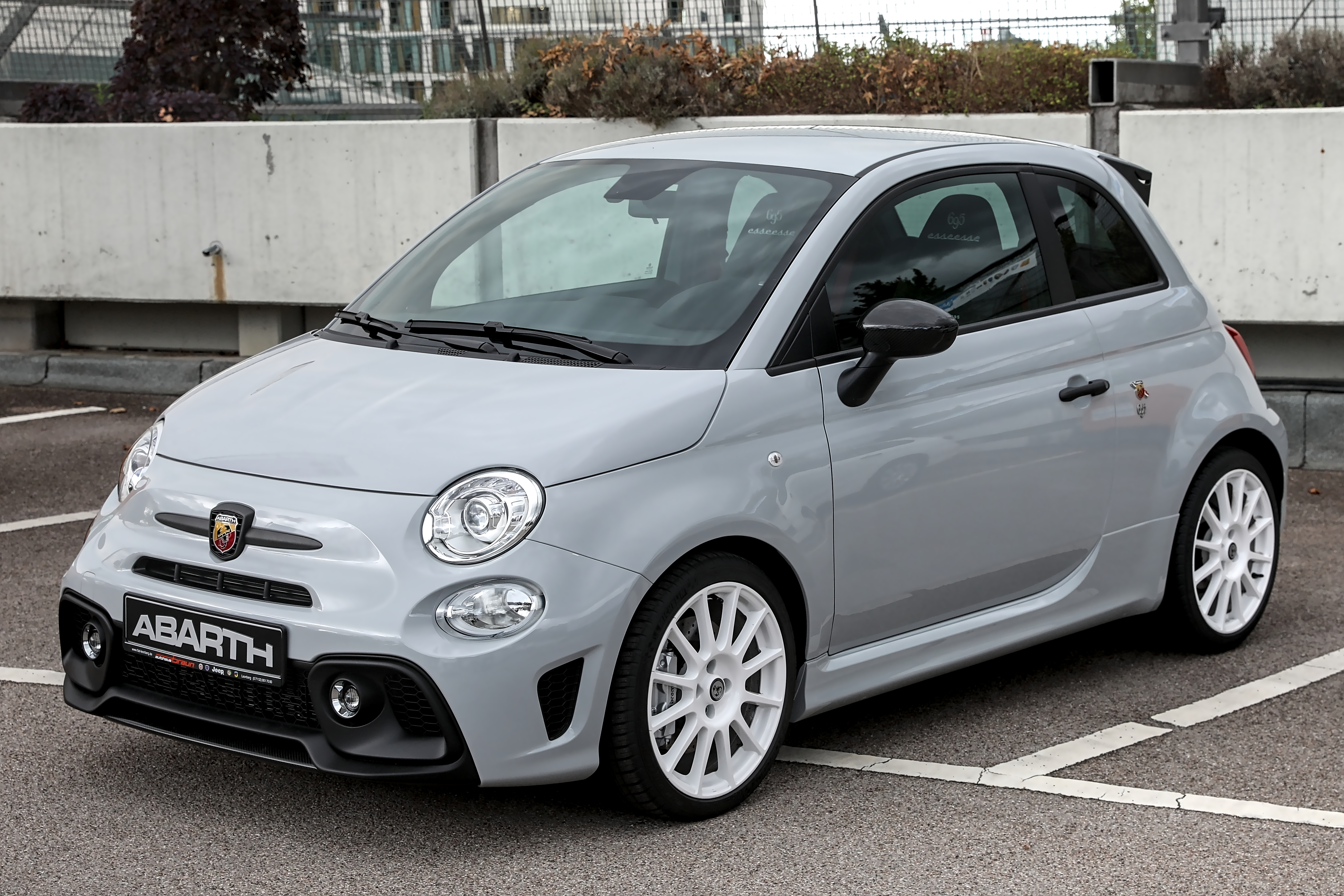
695エッセエッセ

## 年表
- 2008年3月3日
  - 同年のジュネーヴ・モーターショーに、フィアット・500の高性能モデル「500アバルト」を出展すると発表[1]。
- 2009年4月2日
  - 「500」を日本で発表し、同月18日に発売。トランスミッションは5速MTのみ[2]。
- 2009年9月17日
  - 「500」に左ハンドル仕様を追加設定し、同年10月1日に発売。トランスミッションは5速MTのみ[3]。
- 2009年11月20日
  - 「500」をさらにパフォーマンスアップする「エッセエッセ(esseesse)キット」を、同年12月中旬に発売すると発表。専用品のECUとエアクリーナーの採用によって最高出力を160 PSに向上させ、足回りではスプリングレートを高めるとともに車高も下げられる。ホイールは標準車の16インチからインチアップされ、ダイアモンドポリッシュ仕上げの17インチアルミホイールが装着される。ブレーキでは、前後に冷却効率を高めるドリルドディスクを採用し、フロントのブレーキパッドもハイパフォーマンス仕様に変更される。その他、専用パーツとしてエンジンカバーバッジ、リアバッジが与えられる。価格は取付費用込みで46万2,000円[4]。
- 2010年10月5日
  - オープントップモデル「500C」の日本導入を発表し、同日発売。トランスミッションは5速セミATのみ[5]。
- 2010年10月15日
  - 特別仕様車「695トリブートフェラーリ」(Tributo Ferrari)の日本導入を発表し、同年11月1日に予約受付を開始。世界限定1,696台で、日本には150台が割り当てられる。フェラーリとのコラボレーションモデルで、エクステリアではバイキセノンヘッドライトを採用するとともに、フェラーリで採用されるホイールにヒントを得た専用の17インチアルミホイールが装着される。エンジンスペックは最高出力180 PS、最大トルク25.5 kgmまで向上され、増大したパワーに合わせてサスペンションとブレーキも強化されている。内装にはカーボンシェルによって標準より10kg軽量化されたシート「アバルトコルサ by サベルト」を装備する。トランスミッションは5速セミATのみ[6]。
- 2012年3月24日
  - 「695トリブートフェラーリ」の日本限定仕様車「“トリブート・アル・ジャポーネ”」(Tributo Al Giappone)の予約受付を開始。50台限定。ボディカラーに「ビアンコフジ」と呼ばれるパールホワイトを採用し、ホイールはマグネシウムグレーに塗装されている。車両本体価格の一部は東日本大震災の復興支援に充てられる[7]。
- 2012年10月24日
  - 「500」ならびに「500C」の特別仕様車「グリージョレコード」(Grigio Record)を発売。「500」が40台、「500C」が30台限定。ボディカラーにガンメタリックの新色「グリージョ レコード」を、インテリアにはブラウンレザーを採用し、ダークグレー仕上げのホイールも特別装備している。トランスミッションはいずれも5速MTのみで、「500C」として初のMT車となる[8]。
- 2013年1月11日
  - 「500」を仕様変更し同日発売。シートをレザーからファブリックに、エアコンをフルオートからマニュアルへ変更するなど、装備内容の見直しを実施。トランスミッションは5速MTのみ[9]。
  - 同時に「595」シリーズを発表し、同日発売。仕様や装備を充実させた「500」シリーズの上級バージョンで、エンジンやシャシは従来の「エッセエッセキット」装着車に準ずる。ラインナップは快適性や上質感を重視した「595ツーリズモ」(Turismo)、スポーティ性を重視し、「レコードモンツァ」を標準装備とした「595コンペティツィオーネ」(Competizione)、オープントップ仕様の「595Cツーリズモ」の3種類。トランスミッションは5速セミATのみ[10]。
  - 同時に特別仕様車「695エディツィオーネマセラティ」(Edizione Maserati)を発表し、同年2月1日から予約受付を開始（発売は同年3月1日）。世界限定499台で、日本には100台が割り当てられる。マセラティとのコラボレーションモデルで、ボディカラーには3層メタリック塗装の「ポンテベッキオ ボルドー」のみが設定され、マセラティのエンブレムをモチーフとした専用デザインの17インチホイール、サンドベージュのレザーシート、JBL製のサウンドシステムなどが装備される。パワートレインは「695トリブートフェラーリ」と共通。トランスミッションは5速セミATのみ[10]。
- 2013年4月4日
  - 同年1月に仕様変更を実施した「500」に左ハンドル仕様を追加設定し、同日発売。トランスミッションは5速MTのみ[11]。
- 2013年10月15日
  - 「595」の特別仕様車「50thアニバーサリー」(50th Anniversary)の予約受付を開始。発売は2014年4月以降を予定。世界限定299台で、日本には50台が割り当てられる。1963年に発表された「フィアット アバルト595」の誕生50周年を記念して設定されたモデルで、外装ではオリジナルの595にちなんだ「Fiat Abarth 595」のサイドストライプや、赤いライナーを施した17インチのアロイホイールを採用。内装では、オリジナルの595のシートを現代的に解釈した赤と白の本革スポーツシートや、赤いアクセントとセンターポジションの入ったレザーステアリングホイールを装備する。エンジンは通常の「595」とは異なり、「695エディツィオーネマセラティ」および「695トリブートフェラーリ」と同型の最高出力180 PS、最大トルク25.5 kgmを発生するパワーユニットを搭載する。トランスミッションは5速セミATのみ[12]。
  - 同時に「595」シリーズ用のパーツキット「エッセエッセ(esseesse) Bremboキット for 595」ならびに「Bremboキット for 595」を発売。305 mmの大径フローティングブレーキローターや専用ブレーキホース、チューニングされたブレーキパッドなどにより、制動時のブレーキのレスポンスとコントロール性の改善が図られる。「エッセエッセ Bremboキット for 595」にはこれに加えて、17インチアロイホイールタイヤが含まれる[13]。
- 2013年11月13日
  - 「595ツーリズモ」の特別仕様車「リミテッド」(Limited)を発表し、同月23日に発売。40台限定。専用のボディカラーとして、濃淡のグレーのツートンカラーが採用される。トランスミッションは5速セミATのみ[14]。
- 2014年2月19日
  - 「500」ならびに「595コンペティツィオーネ」のトランスミッション形式を拡充し、同年3月1日に発売。5速MTのみであった「500」に5速セミATが追加（最高出力140 PS）されるとともに、5速セミATのみであった「595コンペティツィオーネ」に5速MTが追加された[15]。
- 2015年7月8日
  - 「695ビポスト」(Biposto)を発表し、同年9月1日に発売。1964年に登場した初代「アバルト695」の誕生50周年を記念して、2014年のジュネーヴ・モーターショーで初公開されたモデルで、アバルトのレーシング部門が販売する競技専用車「695アセットコルセ」の公道版と位置づけられている。大型のフロントレーシングインタークーラーなどを採用し、エンジンスペックは最高出力190 PS、最大トルク25.5 kgm（フルスペック仕様は27.5 kgm）に向上した。排気系にはアクラポヴィッチ製のデュアルステージエキゾーストシステムを装備している。また、OZレーシング製の軽量18インチアロイホイールや、アルミエンジンフード、チタンホイールボルトなど各所に軽量パーツを採用し、内装は後部座席を撤去した2シーター仕様となっている。これに加えて「フルスペック仕様」にはドグミッションやサベルト製の4点式シートベルトなどが装備され、「サーキット走行にも即時対応可能な仕様」と位置づけられている。トランスミッションは5速MTのみ[16]。
- 2015年11月4日
  - 「595コンペティツィオーネ」の特別仕様車「スコルピオ」(Scorpio)を発表し、同月14日に発売。200台限定。特別色のメタリックブルーとメタリックレッドのほか、ホワイトとレッドの計4種のボディカラーが設定される。電動ドアミラー、フロントエンブレム、ドアハンドル、リアドアハンドル、リアエンブレムはダークグレー仕上げとなり、「エッセエッセ Bremboキット for 595」も装着される。トランスミッションは5速MTと5速セミATから選択可能。価格はMT車が353 - 358万円で、AT車は各16万2,000円高となる。ハンドル位置はAT車が右側のみで、MT車は左右から選択可能[17]。
- 2016年2月24日
  - 「595コンペティツィオーネ」のマイナーチェンジを実施し、同年3月5日に発売。エンジンの最高出力が180 PSに向上し、ブレンボ製4ポッドフロントブレーキキャリパーや17インチアロイホイールなど、細部のパフォーマンス構成要素も強化されている。その他、ダークグレーのボディカラーや、ガンメタリック仕上げのエクステリアパーツも採用される。トランスミッションは5速MTと5速セミATから選択可能[18]。
- 2016年5月2日
  - 「695ビポスト」をフェラーリ・ジャパンの顧客向けの代車として提供すると発表し、同日サービス開始。提供される車両は「695ビポスト」の標準仕様をベースに、フェラーリを想起させる赤色に塗装された特別仕様車で、全世界99台限定のうち日本には10台が導入される[19]。
- 2017年2月17日
  - 「595」シリーズのマイナーチェンジを実施し、同月25日に発売。それまで「500」と呼ばれていたモデルの名称を「595」に変更し、全モデルの名称が「595」に統一される。前後バンパーのデザインを変更するとともに、ボディカラーに新色が追加された。また、LEDデイライトの追加、テールランプデザインの変更、オーディオの5インチタッチパネル化など、2016年1月に実施されたフィアット・500と同様の変更が施された。また、最高出力が「595」（旧『500』）は145 PSに、「595ツーリズモ」および「595Cツーリズモ」は165 PSにそれぞれ向上した[20]。
- 2017年7月19日
  - 「595コンペティツィオーネ」の特別仕様車「 パフォーマンスパッケージ」(Performance Package)を発表し、同月29日に発売。100台限定。「695ビポスト」に採用された機械式LSDを搭載するモデルで、エクステリアでは専用デザインの17インチアロイホイールが装着され、ボディカラーはイエロー（左右ハンドル各40台、合計80台）とホワイト（左右ハンドル各10台、合計20台）の2種類を設定。ミラーカバー、サイドストライプ、リップスポイラー、リアバンパーインサートは、イエローのモデルではブラック、ホワイトのモデルではレッドで塗装される。トランスミッションは5速MTのみ[21]。
- 2018年3月28日
  - 「595ツーリズモ」ならびに「595Cツーリズモ」の特別仕様車「MTリミテッド」(MT Limited)を発表し、同年4月7日に発売。150台限定。それまで「595ツーリズモ」および「595Cツーリズモ」に設定のなかった5速MTが組み合わせられるモデルで、足回りには専用デザインの17インチ20スポークアルミホイールや、イエロー塗装を施したブレーキキャリパーが与えられるほか、通常はリアのみに装着されるKONI製ショックアブソーバーがフロントにも採用される。ボディカラーは「595ツーリズモMTリミテッド」には「トロフェオグレー」、「595CツーリズモMTリミテッド」には「ガーラホワイト」が設定される。価格は345 - 376万円[22]。
- 2018年8月8日
  - 「595コンペティツィオーネ」の特別仕様車「パフォーマンスパッケージII」(Performance Package II)を発表し、同月25日に発売。左ハンドル仕様と右ハンドル仕様が各50台の合計100台限定。「695ビポスト」に採用された機械式LSDを搭載するモデルで、エクステリアでは専用デザインの17インチアルミホイールが装着されるとともに、イエロー仕上げのブレンボ製4ピストンフロントブレーキキャリパー、ブラックのサイドストライプ、リップスポイラーなどが組み合わせられる。ボディカラーは専用色「グリジオ ピスタ」（グレー）を設定。トランスミッションは5速MTのみ[23]。
- 2018年9月8日
  - 「595」シリーズを一部改良し、同日発売。インフォテインメントシステム「UConnect」（ユーコネクト）が「Apple CarPlay」および「Android Auto」に対応するとともに、スクリーンサイズも従来の5インチから7インチに拡大された。価格は299 - 392万円[24]。
- 2018年11月8日
  - 特別仕様車「695リヴァーレ」ならびに「695Cリヴァーレ」を発表し、同日発売。150台限定。イタリアの高級ボートメーカーであるリーヴァ社とのコラボレーションモデルで、ボディカラーは専用色の「ビコローレ ブルー / グリジオ リーヴァ」（ブルー / グレー）に、アクアマリンのアクセントラインが加えられる。その他、17インチ専用ホイール、アクラポビッチ社製のカーボン仕上げハイパフォーマンスエキゾーストシステム、サイドおよびリアの「695 RIVALE」エンブレム、クロームパーツなどが特別装備となる。トランスミッションは5速セミATのみ[25]。
- 2019年6月27日
  - 「595コンペティツィオーネ」の特別仕様車「パフォーマンスパッケージ3」(Performance Package 3)を発表し、同日発売。左ハンドル仕様と右ハンドル仕様が各80台の合計160台限定。「695ビポスト」に採用された機械式LSDを搭載するモデルで、エクステリアでは専用デザインの17インチアルミホイールが装着されるとともに、イエロー仕上げのブレンボ製4ピストンフロントブレーキキャリパー、ブラックのサイドストライプ、リップスポイラーなどが組み合わせられる。ボディカラーは専用色「グリジオ オパコ」（マットグレー）が設定される。トランスミッションは5速MTのみ。価格は406万円[26]。
- 2019年10月26日
  - 「595コンペティツィオーネ」の特別仕様車「 スティーレ」(Stile)を発表し、同日発売。255台限定。ベース車のレーシーなイメージに対して、乗り降りのしやすさや普段使いにおける使い勝手の向上に重きを置いたモデルで、イタリア語で「スタイル」を意味する「スティーレ」という名称が与えられている。通常の「アバルト595コンペティツィオーネ」にはバケットタイプのサベルト製スポーツシートが備わるが、本仕様では「アバルト595ツーリズモ」と共通のサイドサポート部分の張り出しが小さいブラウンのフルレザー仕様スポーツシートに変更されている。ボディカラーは「ビアンコ ガーラ」（ホワイト）、「ロッソ アバルト」（レッド）、「グリージョ レコード」（グレー）の全3色で、各色ごとに5速MT車が40台（計120台）、5速セミAT車が45台（計135台）設定される。価格はMT車が378万円、AT車が395万円。右ハンドル仕様のみの設定[27]。
- 2019年11月9日
  - 特別仕様車「695セッタンタアニヴェルサーリオ」(70° Anniversario) を発表し、同月15日19時58分から公式ウェブサイト上で予約受付開始。アバルトが設立された1949年にちなんで世界限定1,949台が生産され、日本には当初100台が割り当てられていたが、同日富士スピードウェイで開催された公式イベント「ABARTH DAYS 2019」において追加で100台の導入が発表された。アバルト70周年を記念するモデルで、「595コンペティツィオーネ」をベースに専用装備が与えられている。ボディカラーには、1958年にモンツァ・サーキットで6つの速度記録を樹立した「フィアット500 エラボラツィオーネ アバルト レコルド」に由来する「ヴェルデ モンツァ1958」（グリーン）を専用色として採用。大型のリアウィングは、1970年に登場した「フィアット・アバルト1000TCR」からインスピレーションを得たもので、最大60度まで12段階での角度調整が可能。ほか、ワイドフェンダーやデカールを含むボディキット、17インチアルミホイール、メカニカルLSD（MT車のみ）などが備わる。トランスミッションは5速MTと5速セミATから選択可能[28]。
- 2020年4月21日
  - 「595」ならびに「595C」の特別仕様車「ピスタ」(Pista) を発表し、同年5月16日に発売。240台限定。「ピスタ」はイタリア語で「レーストラック」を意味する。エンジンはベース車から20 PSアップとなる最高出力165 PSを発生し、リアサスペンションにはKONI製FSDショックアブソーバーが装着される。ボディカラーには専用色「ブルー ポディオ」を採用し、リップスポイラー、ドアミラーカバー、リアディフューザーには足回りと同じイエローのアクセントカラーが用いられる。トランスミッションは5速MTと5速セミATから選択可能[29]。
- 2020年8月27日
  - 「595」ならびに「595C」の特別仕様車「エッセエッセ」(esseesse) を発表し、同年9月19日に発売。305台限定。「エッセエッセ」は「SS」のイタリア語読みで、現在の「595」シリーズの原型となった1960年代の「フィアット・アバルト595 エッセエッセ」をオマージュしたモデルとなっている。ベースとなるのは「595コンペティツィオーネ」だが、標準の「レコードモンツァ」に代わり、アクラポヴィッチ製のエキゾーストシステムを搭載している。ボディカラーには専用色「グリジオ カンポヴォーロ」（グレー）を採用し、サイドストライプが組み合わせられる。また、ホワイト仕上げの17インチアルミホイールが装着される。トランスミッションは5速MTと5速セミATから選択可能[30]。
- 2020年11月9日
  - 「595」の特別仕様車「スコルピオーネオーロ」(Scorpioneoro) を発表し、同日公式ウェブサイト上で予約受付開始。世界限定2,000台のうち、日本には200台が割り当てられる。「スコルピオーネ」と「オーロ」はイタリア語でそれぞれ「サソリ」と「金色」を意味し、1979年に生産されたアウトビアンキ・A112アバルトの限定車「タルガオーロ」をオマージュしたモデルとなっている。ボディカラーはブラックを基調にゴールドのアクセントカラーが加えられ、マットブラックのチェッカードルーフと組み合わせられる。足回りはブラック仕上げのブレーキキャリパーが与えられ、17インチホイールはゴールド仕上げとなっている。トランスミッションは5速MTと5速セミATから選択可能[31]。
- 2021年1月14日
  - 特別仕様車「695アンノデルトーロ」(Anno del Toro) を発表し、同日予約受付開始。20台限定。「アンノデルトーロ」はイタリア語で「丑年」を意味する。ベースとなるのは「595コンペティツィオーネ」で、ボディカラーに専用色「ブルー ポディオ」を採用し、ルーフにはチェッカードパターンが組み合わせられる。オーバーフェンダーやサイドシルはグレーで塗装され、車体各所のロゴバッジはビンテージタイプとなっている。トランスミッションは5速MTのみ[32]。
- 2021年2月2日
  - 「595」の特別仕様車「モンスターエナジー・ヤマハ」(Monster Energy Yamaha) を発表し、同日公式ウェブサイト上で予約受付開始。世界限定2,000台のうち、日本には60台が割り当てられる。ロードレース世界選手権のMotoGPクラスに参戦している。モンスターエナジー・ヤマハMotoGPのファクトリーマシン「YZR-M1」のイメージを反映したモデルで、ボディカラーは「ネロ スコルピオーネ」（ブラック）と「ブルー ポディオ」（ブルー）を組み合わせたビコローレ（ツートン）仕上げとし、ボンネットにはモンスターエナジーのロゴステッカー、サイドには「YAMAHA FACTORY RACING」のロゴが入る。トランスミッションは5速MTと5速セミATから選択可能[33]。
- 2021年3月9日
  - 「595」の特別仕様車「モメント」(Momento) を発表し、同日発売。80台限定。ボディカラーに専用色「グリジオ オパコ」（マットグレー）を採用し、イエローのセンターハブキャップが備わる12本スポークデザインの専用17インチアルミホイール、同じくイエロー仕上げのブレンボ製4ポッドブレーキキャリパーを装備。また、「695ビポスト」で採用されたメカニカルLSDも組み込まれる。トランスミッションは5速MTと5速セミATから選択可能[34]。
- 2022年5月17日
  - 特別仕様車「695エッセエッセ」(esseesse) を発表し、同月28日に発売。世界限定1,390台のうち、日本には400台が割り当てられる。「エッセエッセ」は「SS」のイタリア語読みで「スーパースポーツ」を意味し、1964年に登場した「フィアット・アバルト695 エッセエッセ」がモチーフとなっている。ベースとなるのは「595コンペティツィオーネ」で、ボディカラーに「グリジオ カンポボーロ」（グレー）または「ネロ スコルピオーネ」（ブラック）を設定。ボディ側面にホワイトのストライプを配すとともに、随所にホワイトのアクセントを加えている。エキゾーストシステムはアクラポビッチ製のものが装着され、17インチアルミホイールはホワイト仕上げとなっている。トランスミッションは5速MTのみ[35]。
- 2022年5月31日
  - 「595」シリーズに新グレード「F595」 を追加設定し、同年7月9日に発売。従来の「595」（旧『500』）に代わるスタンダードモデルで、エンジンの最高出力は20 PS増の165 PSを発生。エキゾーストシステム「レコードモンツァ」を標準装備しており、エキゾーストエンドは「ハ」の字形に配置される本グレード固有のレイアウトとなっている。トランスミッションは5速MTのみ。なお、従来の「595」は在庫がなくなり次第、販売終了となる[36]。
- 2023年3月14日
  - 「695」シリーズを発表し、同日発売。それまで限定車としてのみ展開されてきた「695」シリーズのカタログモデルにあたり、ベースとなる「695ツーリズモ」(Turismo)、オープントップ仕様の「695Cツーリズモ」、スポーティ性を重視した「695コンペティツィオーネ」(Competizione)の3種類がラインナップされる。最高出力180 PSを発生するエンジンを搭載し、Beats製のプレミアムサウンドシステムを全グレードに標準で採用するとともに、ヘッドレスト一体型のレザーシート、アルカンターラ仕上げのインパネなどで装備の充実を図っている。トランスミッションは5速セミATを基本とし、「695コンペティツィオーネ」のみ5速MTが選択可能[37]。
- 2023年6月16日
  - 「695」の特別仕様車「トリビュート131ラリー」(Tributo 131 rally)を発表し、同日発売。世界695台のうち、日本には200台が割り当てられる。かつて世界ラリー選手権（WRC）で活躍した「フィアット・131 アバルト ラリー」にインスピレーションを得たモデルで、片側で5 mmずつ拡幅された専用のフェンダーアーチ、12段階の角度調整が可能なアジャスタブルリアスポイラー、ブルーの専用ボディカラーなどが特徴。トランスミッションは5速MTのみ[38]。
- 2023年6月23日
  - 「695」の特別仕様車「ペッレ」(Pelle)を発表し、同日発売。100台限定。「ペッレ」はイタリア語で「革」を意味する。ベースとなるのは「695コンペティツィオーネ」で、サベルト製のブラウンレザーシートが装備されるほか、ラグジュアリーレザーブランド「ボナベンチュラ」(Bonaventura)によるトートバッグも付属する。トランスミッションは5速セミATのみ[39]。